# Pavel Mathesius
Pavel Mathesius, (německy Paul Mathesius nebo též Matthesius, 28. ledna 1548 v Jáchymově – 17. října 1584 v saské Ožici) byl německý luteránský teolog.
Byl synem Johanna Mathesia a jeho ženy Sybille.